# Bernard Launois
Pour les articles homonymes, voir Launois.
Bernard Launois est un réalisateur, scénariste et acteur français né le 8 avril 1930 à Mézières (Ardennes).

## Filmographie

### Comme réalisateur et scénariste
- 1972 : Lâchez les chiennes[2]
- 1975 : Les Dépravées du plaisir (ou Le Gibier)
- 1976 : Les Machines à sous
- 1976 : La Grande Suédoise ou Partouzes franco-suédoises
- 1980 : Sacrés Gendarmes
- 1980 : Touch' pas à mon biniou ou Gueules de vacances
- 1986 : Devil Story (Il était une fois le diable)

### Comme producteur
- 1976 : Les Machines à sous
- 1980 : Touch' pas à mon biniou ou Gueules de vacances

### Comme acteur
sous le pseudonyme de Bob Garry
- 1970 : Le Voyageur de Daniel Daert
- 1971 : Une Femme libre de Claude Pierson
- 1971 : Chaleurs ou La femme créa l'amant de Daniel Daert
- 1971 : Caroline mannequin nu de Daniel Lesueur
- 1971 : Deux mâles pour Alexa (Fieras sin jaula) de Juan Logar
- 1973 : Pigalle carrefour des illusions de Pierre Chevalier : Leconte
- 1973 : Les Infidèles de Christian Lara : Bob
- 1980 : Touch' pas à mon biniou ou Gueules de vacances de Bernard Launois
- 1986 : Devil story ou Il était une fois le diable de Bernard Launois

## Participations
- 2021 : BERNARD LAUNOIS : Une vie sur pellicule, court-métrage[3], réalisé par Romain Plourde, documentaire